# Jonatha
Jonatha ist ein weiblicher Vorname.

## Herkunft und Bedeutung
→ Hauptartikel: Jonas
Jonatha ist ein mittelalterlicher deutscher Vorname, der einen Diminutiv zum hebräischen Namen יוֹנָה jōnāh „Taube“ darstellt.
Neben Jonatha existieren auch die mit Mittelalter häufigere Schreibweise Jonata und die moderne Variante Yonata.

## Verbreitung
Jonatha war im Spätmittelalter in Deutschland ein sehr verbreiteter Frauenname (Rang 46). Heute wird er im englischen und deutschen Sprachraum nur sehr selten vergeben.

## Bekannte Namensträgerinnen
- Jonatha Brooke (* 1964), US-amerikanische Folksängerin
- Jonatha Manslieb († nach 1529), Schweizer  Benediktinerin